# Wespienhaus

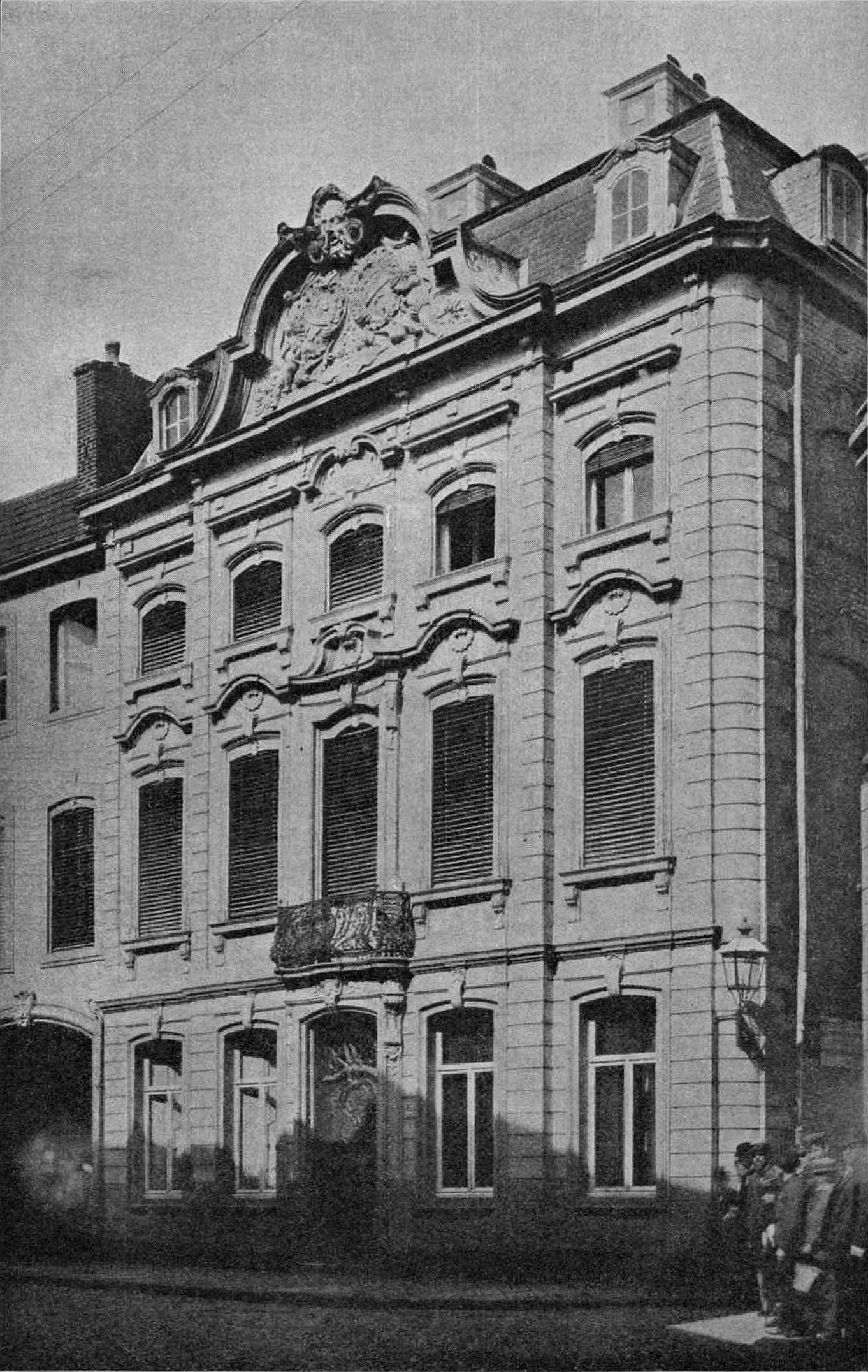
Wespienhaus, Aufnahme von 1900

Das Wespienhaus war ein aus dem Jahr 1735 stammendes barockes Bürgerhaus in Aachen. Es galt bis zu seiner Zerstörung im Zweiten Weltkrieg als das schönste Aachener Stadtpalais.

## Historie des Hauses
Johann von Wespien, ein ehemaliger Bürgermeister der Reichsstadt Aachens, war ein wohlhabender Tuchfabrikant. Einen großen Teil seines Vermögens erhielt er durch die Heirat mit der aus dem heute belgischen Eupen stammenden Fabrikantentochter Anna Maria Schmitz. Er suchte nach einer Möglichkeit, ein repräsentatives Privathaus bauen zu lassen. Hierzu erteilte er dem Aachener Barockbaumeister Johann Joseph Couven den Auftrag. 1734 entstanden die ersten Baupläne, die jedoch im Vergleich zum fertig konstruierten Bauwerk noch recht einfach gehalten waren.
1734 wurde damit begonnen, an der Kleinmarschierstraße 45 / Ecke Heppionsgasse (Elisabethstraße), ein Wohn- und Fabrikgebäude zu errichten. Die Außenarbeiten konnten 1737 fertiggestellt werden. Für den Innenausbau benötigte die Familie Wespien deutlich länger. Im Rahmen einer späteren Erweiterung des Innenhofs des Wespienhauses wurde von Jakob Couven, dem Sohn von Johann Joseph Couven, der dortige Couvenwandbrunnen entworfen. Ursprünglich war der Brunnen dem Vater zugeschrieben worden, jedoch führt Anke Kappler hierzu in ihrer Schrift Johann Joseph Couven (1701–1763) von 2009 auf S. 38 in Anmerkung 116 aus: „Jakob Couven erhielt zu einem unbekannten Zeitpunkt den Auftrag, an der Hoffassade der Werkflügels einen Brunnen anzubringen, der nach dem Krieg hinter Kirche St. Johann in Burtscheid zur Aufstellung kam. Hier weist ihn eine Plakette fälschlich als Arbeit Couvens d. Ä. aus.“
Im Jahr 1838 richtete der Tuchfabrikant Joseph van Gülpen im Wespienhaus seine Tuchfabrik ein, die nach seinem Tod sein Sohn Eduard van Gülpen (1820–1882) weiterführte, aber 1867 auf das Gut Obere Müsch in die Soers verlegte. Das Gut und der dazugehörende Müschpark wurde für die Familie van Gülpen dabei zum Sommersitz, der Hauptsitz verblieb im Wespienhaus. Nach Eduards Tod wohnte seine Witwe Therese, geborene Claus (1819–1900) noch bis zu ihrem Tod in diesem Haus, das dann anschließend an die Erbengemeinschaft der Familie van Gülpen überging, da Eduard und Therese selbst keine Kinder hatten.
Aufgrund wirtschaftlicher Probleme des Eigentümers wurde 1901 das Untergeschoss zu einem Ladenlokal umgebaut. Die Mieteinkünfte aus dem Ladenlokal verbesserten die finanzielle Situation aber kaum, und so wurde 1902 die komplette Inneneinrichtung des Hauses versteigert. Die Stadt Aachen bemühte sich zwar, das Gebäude zu erwerben, scheiterte jedoch aufgrund fehlender finanzieller Möglichkeiten. Der Wandbrunnen aus dem Garten des Hauses wurde 1928 anlässlich der dortigen Einrichtung des ersten Couven Museums Aachen in den Innenhof des Hauses Fey am Seilgraben versetzt und schließlich 1993 an seinem jetzigen Platz unterhalb der Kirche St. Johann am Abteiplatz in Burtscheid wieder neu aufgestellt. Das Wespienhaus selbst konnte erst im Jahr 1940 unter Leitung des Architekten Johannes Everling umfassend rekonstruiert werden.

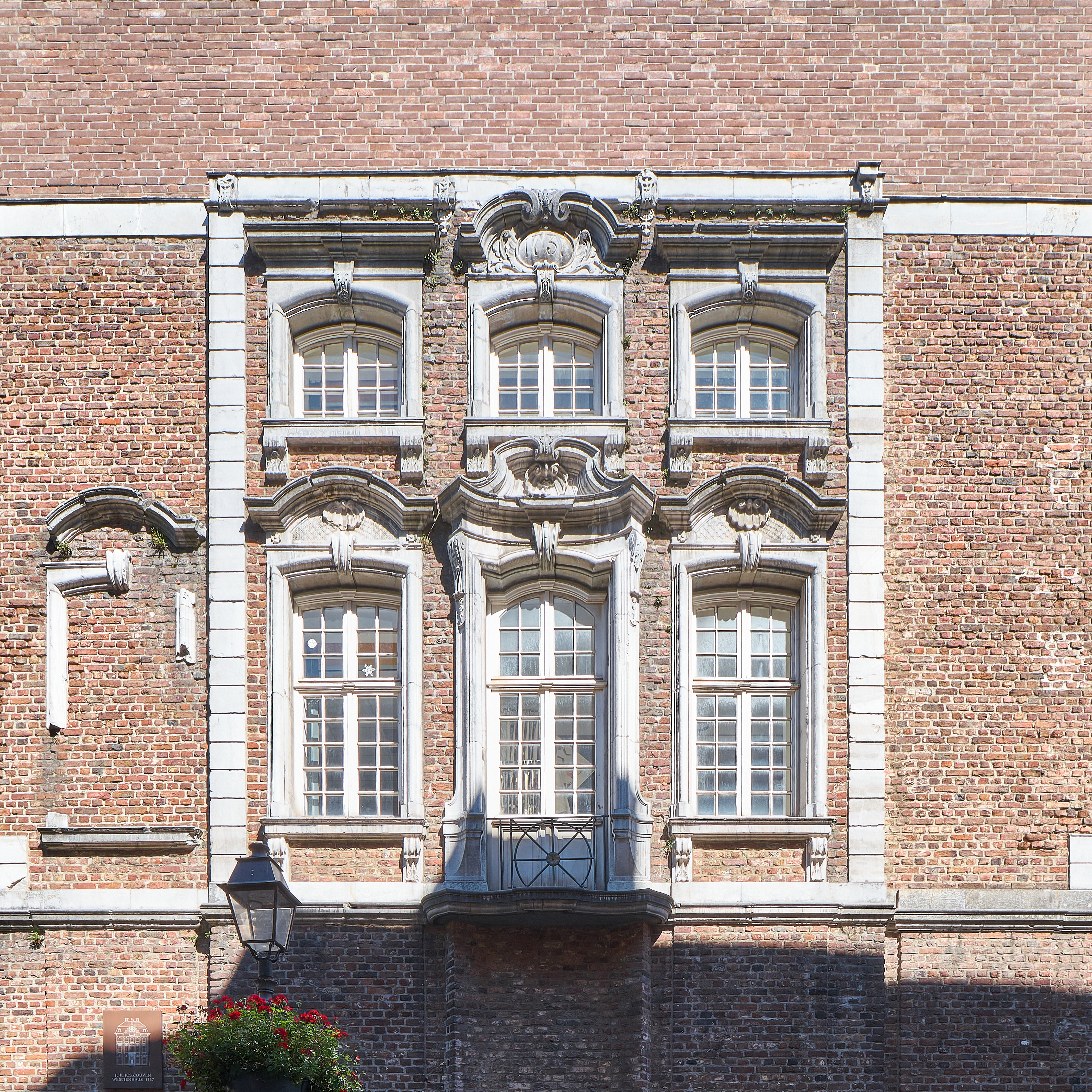
Erhalten gebliebener Teil der Fassade des Wespienhauses

Beim Bombenangriff vom 14. Juli 1943 wurde das gerade rekonstruierte Haus durch Funkenflug schwer beschädigt. Wenig später zerstörten Sprengbomben das Haus dann endgültig. 1951 trug man die Trümmer der noch erhalten gebliebenen Werksteinteile aus drei der fünf Mittelachsen ab und lagerte sie ein. Im Zuge der Umgestaltung des sogenannten Sanierungsgebiet I zwischen Judengasse und Kockerellstraße wurden die eingelagerten Fassadenteile in den Jahren 1972 bis 1973 in die Außenwand der Turnhalle des Kaiser-Karls-Gymnasiums von Stadtkonservator Leo Hugot transloziert.
Eine Gedenktafel am Fuß der wiederaufgebauten Fassade erinnert heute an das historische Haus.

## Architektur

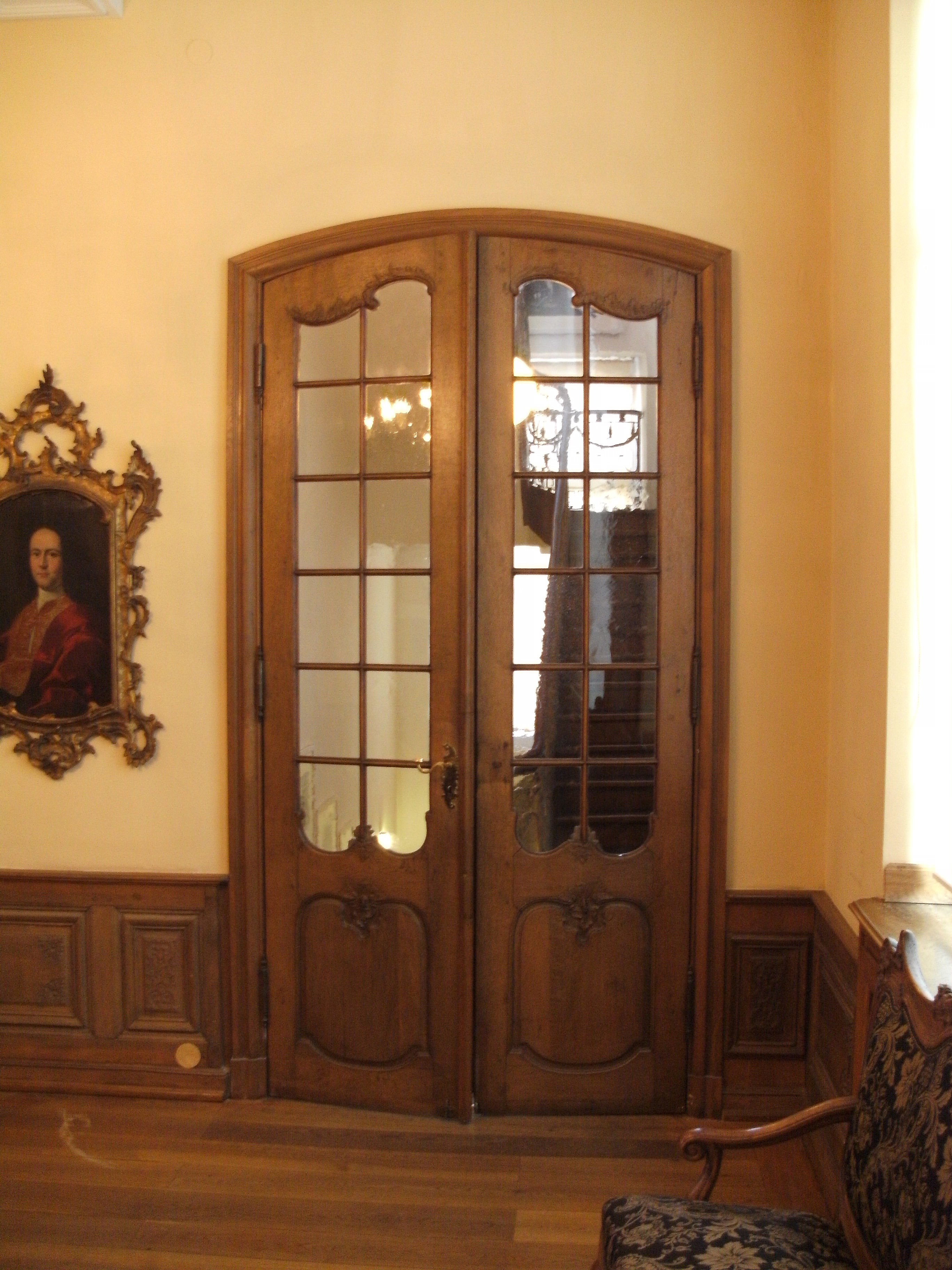
Türbogen des Wespienhauses im Couven-Museum

Couven verstand es, im Wespienhaus Außenbau und Innenraum völlig aufeinander abzustimmen und entsprach damit dem barocken Verständnis der Ganzheitlichkeit. Beim Wespienhaus handelte es sich um ein dreigeschossiges Haus mit fünfachsiger Fassade und einem übergiebelten Mittelrisalit in drei Achsen, der aufgrund der dort angebrachten Kartusche im Jahre 1737 fertiggestellt worden sein muss. Im ersten Stock befand sich ein über die ganze Fassadenbreite reichender Festsaal. Auffallend ist, dass sowohl das Erdgeschoss als auch das erste Geschoss extrem hohe Räume besaßen, während der zweite Stock bedeutend niedriger ist. Dies zeigt sich in fast quadratischen Fenstern, die signifikant von den übrigen Fensterreihen abweichen. Hierbei handelt es sich um eine typische von Couven praktizierte Bauweise.
Das Giebelfenster enthält das Wappen von Johann von Wespien und seiner Frau Maria Schmitz. Dieses ist erhalten geblieben. Die geschweifte Giebelbekrönung überdeckte die von Putten gehaltenen Allianzwappen über der Mittelachse. Nicht mehr vorhanden ist eine 3,50 Meter hohe vergoldete Merkurfigur, die als Dachkrönung diente. Als zusätzlicher Fassadenschmuck diente das geschmiedete Balkongitter mit dem Monogramm Wespiens.
Dieses Kunstwerk ist ein Beispiel für Couvens Régencestil, der den Übergang vom barocken Louis-quatorze Stil zum Louis-seize, dem Rokoko bildet.

## Inneneinrichtung
Die Inneneinrichtung des Wespienhauses war extrem aufwendig. Dies zeigt sich schon an der langen Zeit, die zur kompletten Innenraumgestaltung benötigt wurde. Während die Bauzeit lediglich ein Jahr betrug, wurden die Innenräume erst nach 40 Jahren fertiggestellt.
Es gelang dem Aachener Couven-Museum, einen Teil der Rokoko-Ausstattung zu erwerben. Das Museum of Fine Arts in San Francisco besaß bis zu seinem Verkauf Ende der 1990er Jahre ein Zimmer mit Holzvertäfelungen und einige wandfüllende Gobelins des Aachener Wespienhauses. Über weitere Teile der Inneneinrichtung verfügt das Germanische Nationalmuseum in Nürnberg, in dem ein vollständiges Zimmer mit seinen Holzvertäfelungen und den wandbespannenden Gobelins vorhanden ist.

Ehemalige Innenausstattung des Wespienhauses (um 1910)
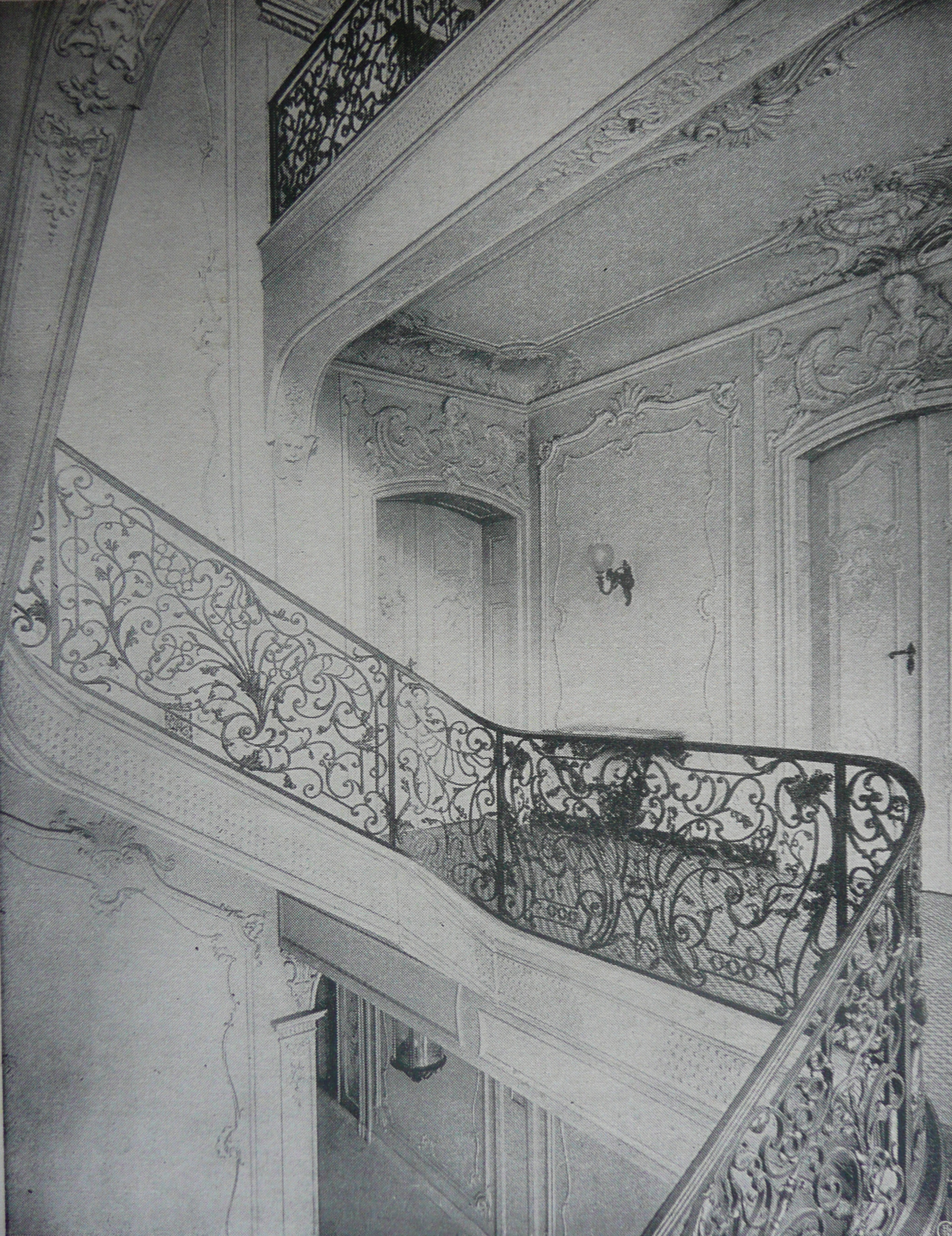
Treppenhaus
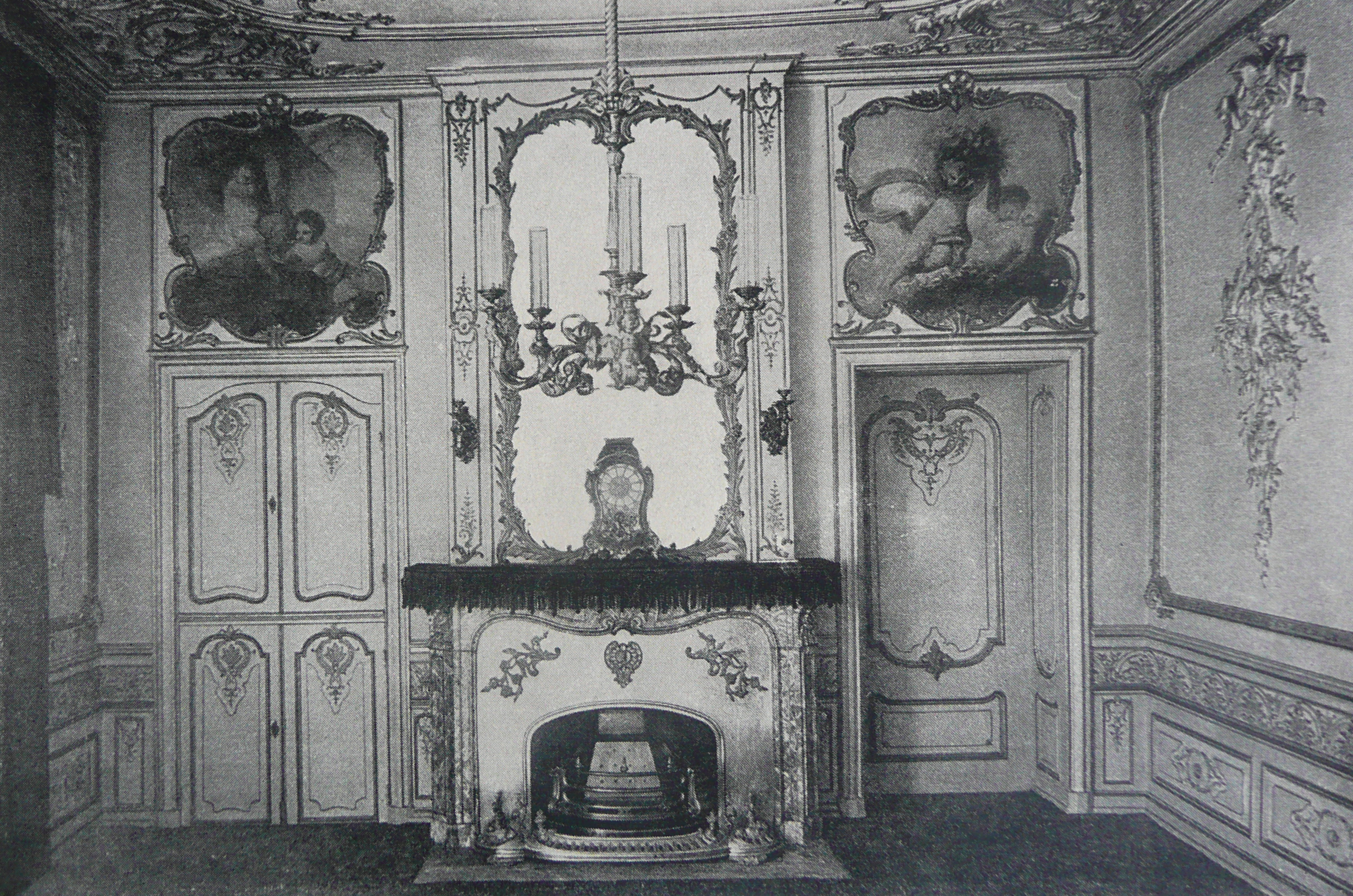
Esszimmer
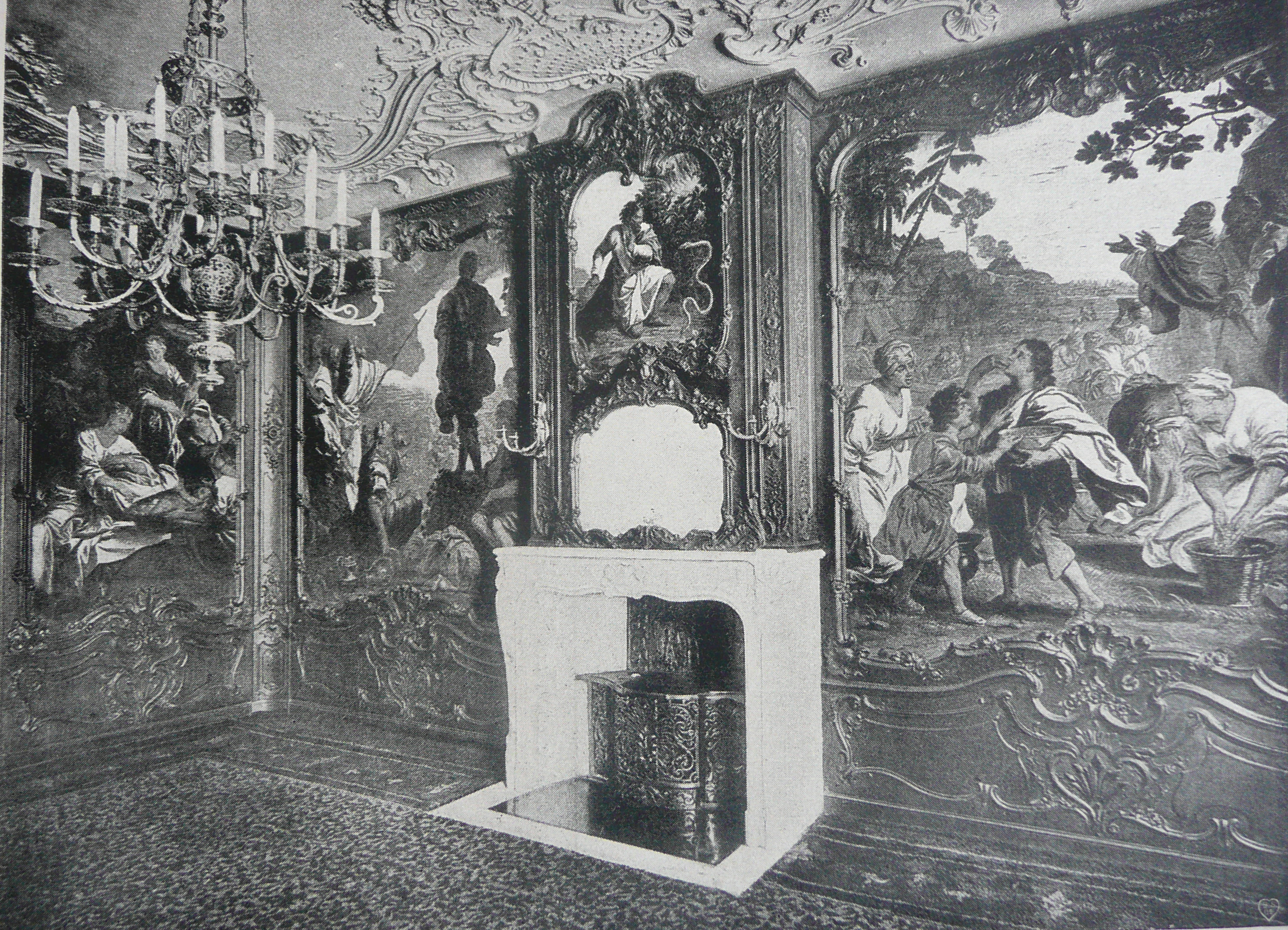
Kleiner Gobelinsaal
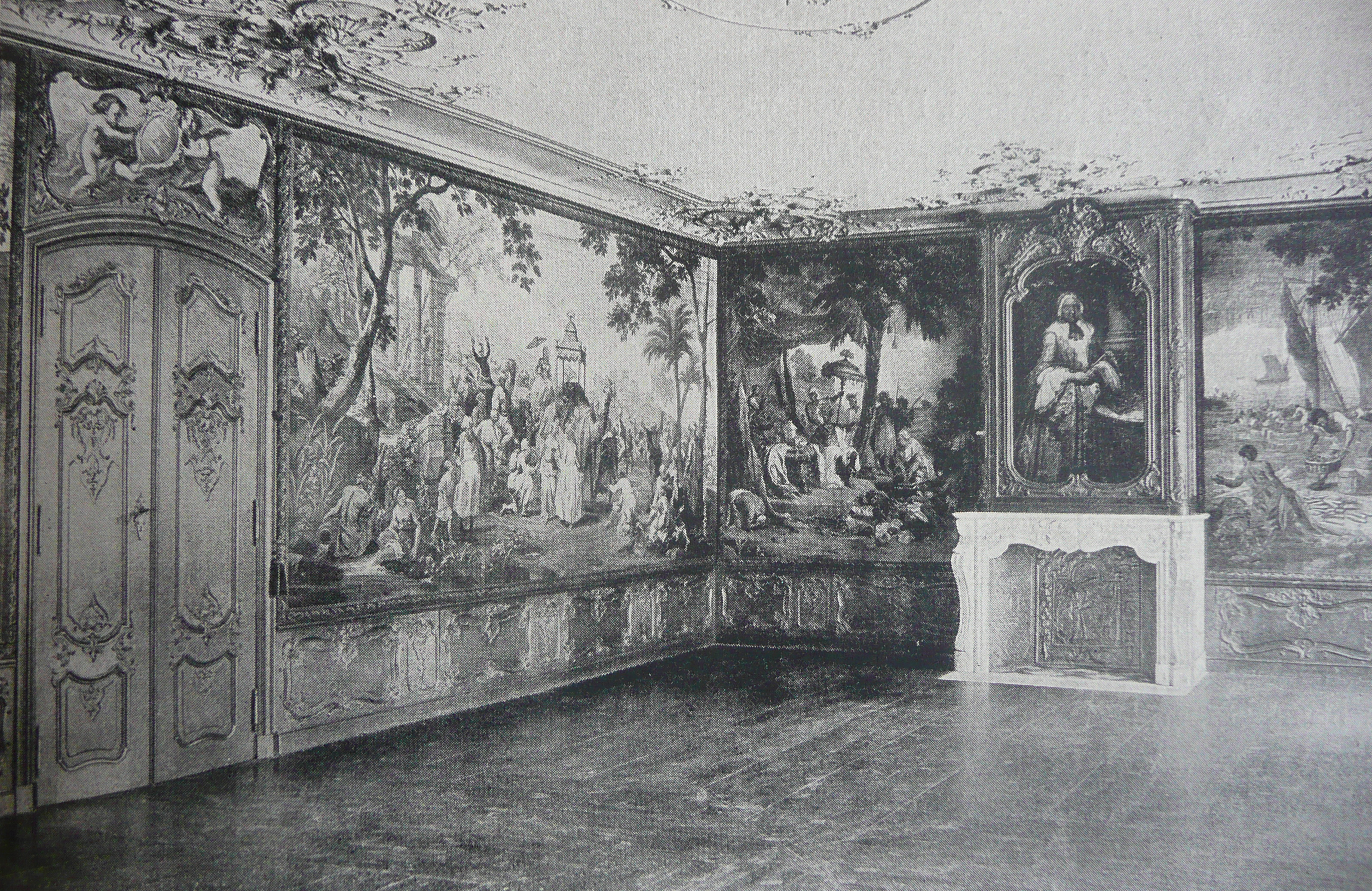
Großer Gobelinsaal